# ナラヤンヒティ宮殿
座標: 北緯27度42分56秒 東経85度19分12秒 / 北緯27.7156度 東経85.3200度

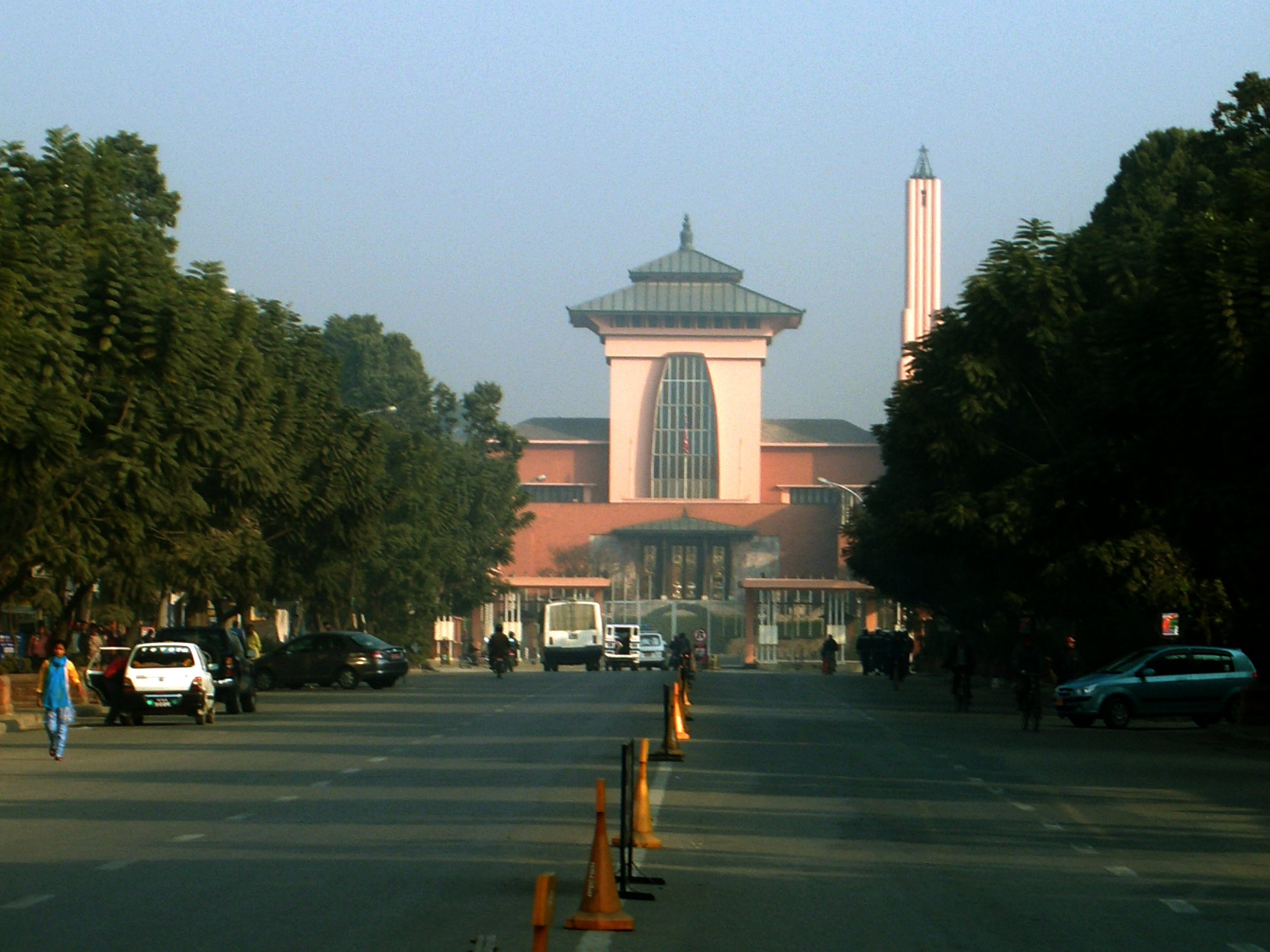
ナラヤンヒティ宮殿（2006年）

ナラヤンヒティ宮殿（ネパール語：नारायणहिटी दरवार, Narayanhity Palace）は、ネパールの首都カトマンズ、ダルバール広場にある宮殿。ナラヤンヒティ・ダルバール（Narayanhiti Durbar）とも呼ばれる。新王宮であり、2008年まで王宮として使われていた。

## 歴史
- 1886年、それまでのハヌマン・ドーカ宮殿に代わる宮殿として建築された。
- 2001年、ネパール王族殺害事件がこの宮殿で発生した。
- 2008年、王政廃止により、国王は宮殿を明渡し、現在は博物館として使用されている。